# 门杰斯号护航驱逐舰
门杰斯号护航驱逐舰（英語：USS Menges，舷号：DE-320），是美国海军于第二次世界大战期间建造的一艘埃德索尔级护航驱逐舰，其舰名取自在珍珠港事件中阵亡的赫伯特·雨果·门杰斯（Herbert Hugo Menges）少尉。
该舰由少尉的母亲查尔斯·门杰斯夫人冠名，于1943年3月22日在德克萨斯州奥兰治联合钢铁厂铺设龙骨，随后于6月15日下水。10月26日，门杰斯号正式服役，交由弗兰克·M·麦凯布（Frank M. McCabe）少校指挥。

## 设计与装备
埃德索尔级护航驱逐舰的设计与巴克利级护航驱逐舰类似，均采用长船体并建有较高的舰桥。该级护航驱逐舰配备3英寸（76毫米）50倍径单装主炮，后续曾计划更换为5英寸（127毫米）38倍径主炮，但最终没有实际执行。该级护航驱逐舰由4台费尔班克斯-莫尔斯38D8-1/8-10内燃机提供动力，总功率最高可达6000匹马力，最高航速21节。其燃料舱可携带312吨重油，在12节航速下航程可达11000海里。此外，该级舰船还配备有较完善的侦查搜索系统，包括SL或SU水面雷达、SA对空雷达、QC声呐系统以及用于监听潜艇无线电的HF/DF天线。

## 服役历史
在百慕大完成试航调整后，门杰斯号于1944年1月前往切萨皮克湾参加训练任务，26日，她离开诺福克前往纽约，随后于31日护送船团出发前往欧洲。4月20日夜，门杰斯号护送的UGS-38船团在阿尔及尔海域遭遇30架德军鱼雷轰炸机空袭，队内兰斯代尔号驱逐舰中雷沉没，门杰斯号在击落1架敌军飞机后迅速赶往救援，最终成功救起137名船员和2名德军飞行员。
5月3日凌晨1时18分，门杰斯号在船团末尾追踪雷达目标时被U-371号潜艇发射的声导鱼雷命中，爆炸导致船体后三分之一几近全毁，舰上31人阵亡、25人负伤。舰长认为门杰斯号并不会就此沉没，因此并未下令弃船，部分船员还跨过残骸处置了松脱的鱼雷，避免了潜在危险。4小时后，上进号拖船拖曳门杰斯号离开现场，二者于当天晚些时候抵达贝贾亚。6月23日，经过紧急维修的门杰斯号在加勒比人号拖船的牵引下驶离瓦赫兰，她们跨越大西洋，最终于7月22日抵达纽约。

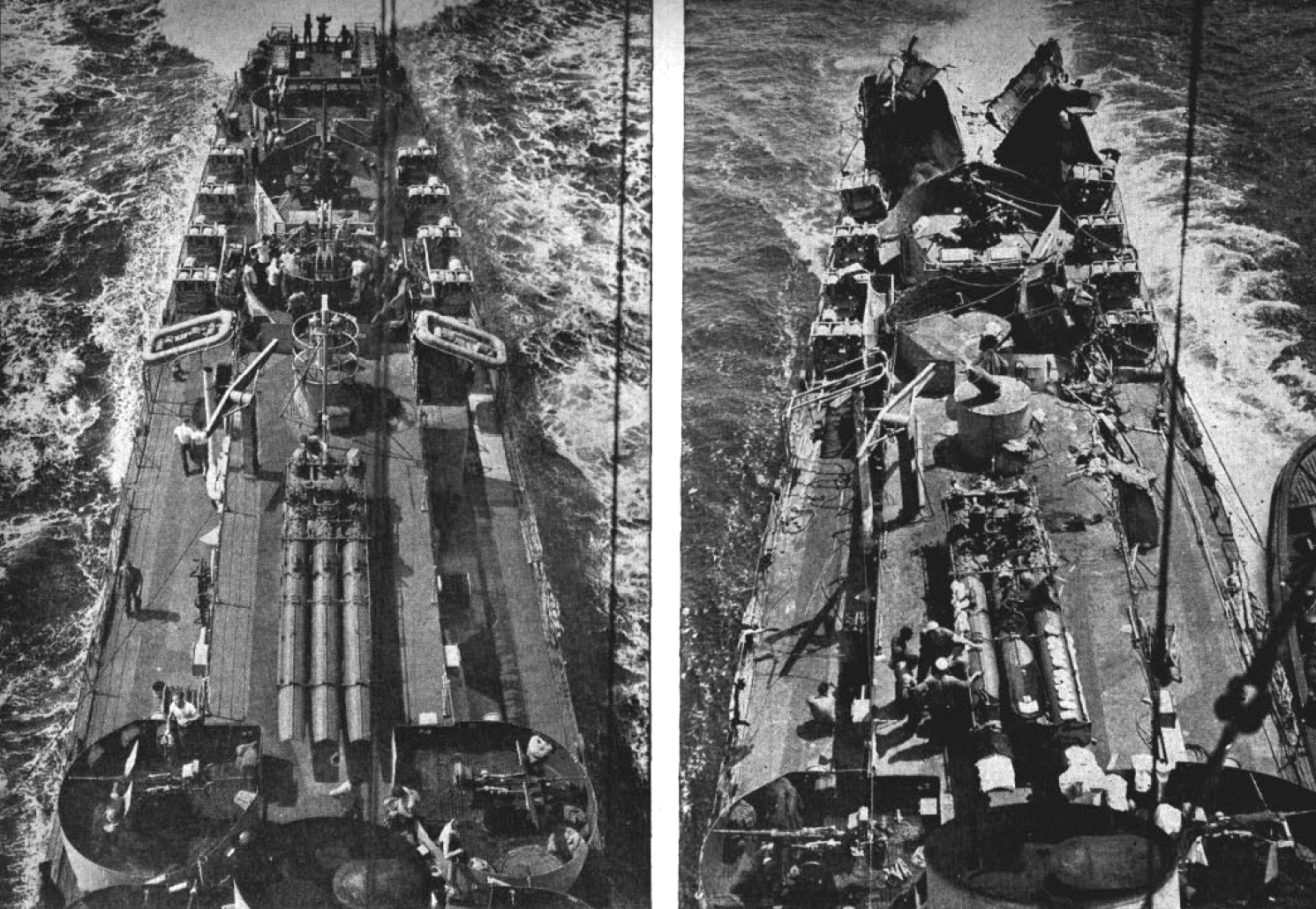
门杰斯号中雷前后船体对比

8月14日至31日，布鲁克林造船厂将门杰斯号前三分之二船体与之前遭遇空袭严重受损的霍尔德号后三分之一船体进行了焊接，成功恢复门杰斯号作战能力。9月26日，门杰斯号驶离干船坞前往缅因州卡斯柯湾进行试航调整。之后的数个月内，她一直在大西洋航线护送船团。
1945年2月，门杰斯号与姊妹舰普赖德号、莫斯利号、洛号组成猎潜大队前往北大西洋执行任务。3月18日，门杰斯号协助洛号成功击沉U-866号潜艇，此后她们一直在该区域活动直至德国投降。
5月30日，门杰斯号护送CU-73船团前往欧洲，6月8日，她们顺利抵达英国柴郡。21日，门杰斯号返抵纽约，随后她作为训练舰协助美国海岸警卫队学院学员开展了2次前往西印度群岛的训练航行。9月10日，门杰斯号离开康涅狄格州新伦敦前往科德角，随后于17日驶抵波士顿。海军节当天，门杰斯号停泊于福尔里弗。
1946年3月，门杰斯号被转移至格林科夫斯普林斯封存，随后于次年1月正式退役。1971年1月2日，她从美国海军除籍，随后于次年4月10日被出售拆解。

## 荣誉
门杰斯号服役期间所获荣誉如下：
|  |                           |  |
|  | Bronze star · Bronze star |  |

| 战斗行动奖章 （追授） |                                        |                        |
| 美国战役奖章          | 欧洲-非洲-中东战役奖章 （2枚战斗之星） | 第二次世界大战胜利奖章 |

## 历任舰长
| 姓名       | 译名            | 军衔     | 所属军种       | 任职时间       |
| ---------- | --------------- | -------- | -------------- | -------------- |
|            | 弗兰克·M·麦凯布 | 少校     | 美国海岸警卫队 | 1943年10月26日 |
| 资料缺失   | 资料缺失        | 资料缺失 | 资料缺失       | 1945年6月25日  |
| 参考文献： |                 |          |                |                |